# Списък на владетелите на Вюртемберг
Това е списък на владетелите на Вюртемберг, кжойто до 1806 г. е наричан Виртемберг. На 21 юли 1495 г. графство Виртемберг е провъзгласено за херцогство, което Наполеон издига през 1806 г. в кралство.

## Господари на Вюртемберг
- Конрад I ок. 1081–1110
- Конрад II ок. 1110–1143

## Графове на Вюртемберг до 1495
- 1143–1158 Лудвиг I
- 1158–1181 Лудвиг II
- 1181–1240 Хартман I
- 1194–1241 Лудвиг III
- 1241–1265 Улрих I
- 1265–1279 Улрих II
- 1279–1325 Еберхард I
- 1325–1344 Улрих III
- 1344–1362 Улрих IV с Еберхард II до 1362
- 1344–1392 Еберхард II до 1362 с Улрих IV
- 1392–1417 Еберхард III
- 1417–1419 Еберхард IV
- 1419–1426 Лудвиг I и Улрих V, регент тяхната майка, Хенриета фон Мьомпелгард
- 1426–1442 Лудвиг I
- 1433–1442 Улрих V с Лудвиг I

Разделяне na Вюртемберг чрез договора от Нюртинген от 25 януари 1442 г.

### Щутгартска линия
- 1442–1480 Улрих V
- 1480–1482 Еберхард VI

### Урахска линия
- 1442–1450 Лудвиг I
- 1450–1457 Лудвиг II
- 1457–1482 Еберхард V

Обединение на Вюртемберг чрез договора от Мюнзинген от 14 декември 1482 г. 

### Обединен Вюртемберг
- 1482–1495 Еберхард V
- от 1495 като херцог Еберхард I

## Херцози на Вюртемберг 1495–1803
През 1495 г. император Максимилиан I издига Графство Вюртемберг на херцогство Вюртемберг.
- Еберхард I, 21 юли 1495–24 февруари 1496
- Еберхард II, 24 февруари 1496–11 юни 1498
- Улрих, 11 юни 1498–януари 1519

Вюртемберг анексиран към Австрия 1519–1534
- Улрих, май 1534–6 ноември 1550
- Христоф, 6 ноември 1550–28 декември 1568
- Лудвиг III, 28 декември 1568–18 август 1593
- Фридрих I, 18 август 1593–29 януари 1608
- Йохан Фридрих, 29 януари 1608–18 юли 1628
- Еберхард III, 18 юли 1628–2 юли 1674
- Вилхелм Лудвиг, 2 юли 1674–23 юни 1677
- Еберхард Лудвиг, 23 юни 1677–31 октомври 1733
- Карл Александер, 31 октомври 1733–12 март 1737
- Карл Евгений, 12 март 1737–24 октомври 1793
- Лудвиг Евгений, 24 октомври 1793–20 май 1795
- Фридрих II Евгений, 20 май 1795–23 декември 1797
- Фридрих II, 23 декември 1797–25 февруари 1803

## Курфюрст на Вюртемберг 1803—1806
- Фридрих II май 1803 – 1 януари 1806

## Крале на Вюртемберг 1806-1918
- Фридрих I 1806—1816
- Вилхелм I 1816—1864
- Карл I 1864—1891
- Вилхелм II 1891—1918

## Шефове на Дом Вюртемберг от 1918 г.
- Вилхелм херцог цу Вюртемберг (преди крал Вилхелм II фон Вюртемберг) 1918–1921
- Албрехт херцог на Вюртемберг 1921–1939
- Филип Албрехт херцог на Вюртемберг 1939–1975
- Карл херцог на Вюртемберг 1975–днес